# Граматика италијанског језика

## Алфабет
Италијански алфабет (L'alfabeto) састоји се од 21 слова основне латинске абецеде. То су:
| Слово | Назив слова на италијанском | Изговор назива |
| ----- | --------------------------- | -------------- |
| -{А а | а                           | /а/            |
| B b   | bi                          | /bi/           |
| C c   | ci                          | /t∫i/          |
| D d   | di                          | /di/           |
| E e   | e                           | /e/            |
| F f   | effe                        | /ef:e/         |
| G g   | gi                          | /dзi/          |
| H h   | acca                        | /ak:a/         |
| I i   | i                           | /i/            |
| L l   | elle                        | /el:e/         |
| M m   | emme                        | /em:e/         |
| N n   | enne                        | /en:e/         |
| O o   | o                           | /o/            |
| P p   | pi                          | /pi/           |
| Q q   | cu                          | /ku/           |
| R r   | erre                        | /er:e/         |
| S s   | esse                        | /es:e/         |
| T t   | ti                          | /ti/           |
| U u   | u                           | /u             |
| V     | vu                          | /vu/           |
| Z z   | zeta                        | /dzeta/ }-     |

Слова J (jota, i lunga /jota, i lunga/), K, ,  (ics /iks/), Y (ipsilon, i greca /ipsilon, i greka/) махом се јављају у речима страног порекла које су преузете у оригиналној графији (yoghurt, whisky, ирд), док се графем „Ј“ јавља у писању и у неким од италијанских дијалеката када нпр. мења графем „I“ у његовој полуконсонантској функцији о чему ће бити речи у сегменту изговора, мада се јавља и из других разлога.
Изговор у италијанском језику не би требало да задаје већих потешкоћа особама којима је српски матерњи језик. Разлог је тај што се италијански у великој мери чита како је написан, мада постоји група правила за изговор одређених слова и словних група.

## Изговор италијанског језика ()

### Вокали
Изговор италијанског језика је прилично једноставан у односу на француски који је такође један од романских језика. Вокали се у италијанском читају скоро као у српском, и то тако да се за готово сваки написан вокал изговара његова звучна вредност, нпр. parte /parte/, chi /ki/, gioventù /dзoventù/. Можете приметити да се вокал „I“ не изговара у последњем наведеном примеру. И о томе ће убрзо бити речи.
Засад да се задржимо на вокалима. Битно је истаћи да два вокала, „Е“ и „О“ имају отворен и затворен изговор. Ова појава се јавља и у говорима српског језика, рецимо нишко јако отворено „Е“ и „О“ и београдско нешто затвореније. Али, у српском та отвореност, односно затвореност вокала нема разликовну функцију. У српском језику, хомоними се разликују по српским тоналним акцентима, или се у писаној форми разликују према контексту (ако већ акценат није обележен ради разликовања), а у италијанском постоје речи које се потпуно идентично бележе, али им се изговор разликује у отворености или затворености вокала „Е“, односно „О“.